# 魯斯塔維利劇場

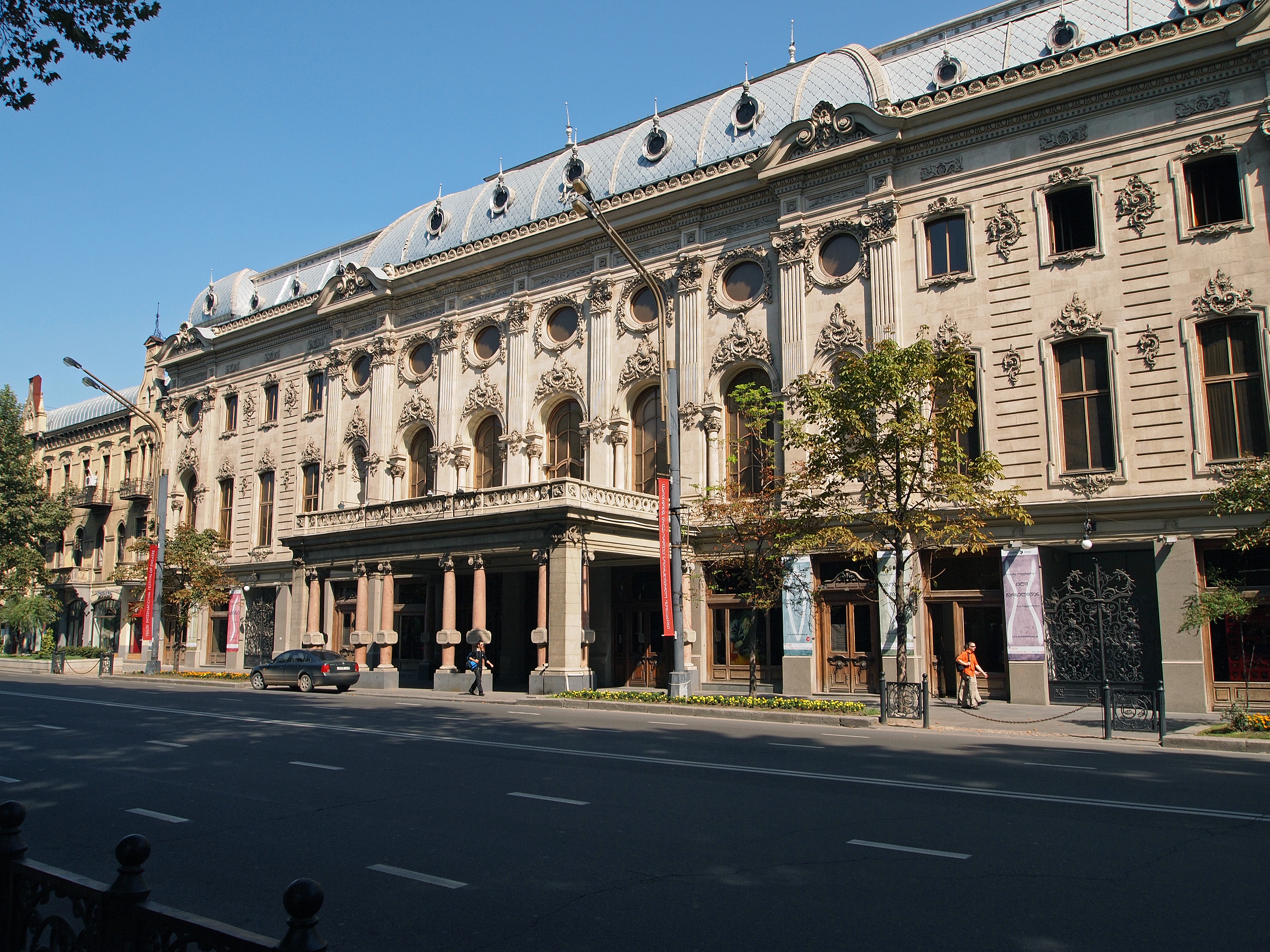
拉斯塔維利劇場

鲁斯塔維利劇場是喬治亞規模最大、歷史最久的劇場之一，位於喬治亞首都提比里斯，為洛可可風格建築。自1921年開始，劇場以喬治亞文學家紹塔·魯斯塔韋利的名字命名。